# Carol (須田景凪の曲)
「Carol」（キャロル）は、須田景凪の楽曲。デジタル配信限定シングルとしてunBORDE（ワーナーミュージック・ジャパン）より2020年7月15日に各音楽配信サービスにてリリースされた。

## みんなのうた
新曲として2020年6月 - 7月の『NHKみんなのうた』で放送された。

## 収録曲
1. Carol 
  - 作詞・作曲・編曲：須田景凪
2. Carol (Instrumental) [7]
  - iTunes限定配信[8]